# Assemblea d'Actors i Directors
L'Assemblea d'Actors i Directors fou un grup de professionals del sector del teatre català constituït com a tal el 1976, responsables de la creació del Festival Grec de Barcelona, el qual obté gran ressò popular ja el 1976. Al cap de pocs mesos l'entitat s'escindeix i neix l'Assemblea de Treballadors de l'Espectacle, que durant dos anys es farà càrrec del Saló Diana.